# Hoya pauciflora
Hoya pauciflora är en oleanderväxtart som beskrevs av Robert Wight. Hoya pauciflora ingår i släktet Hoya och familjen oleanderväxter. Inga underarter finns listade i Catalogue of Life.